# La italiana
La italiana es un cuadro pintado al óleo sobre tela del pintor neerlandés Vincent van Gogh. Data del año 1887, siendo un retrato realizado en París. Esta pintura se encuentra en el Museo de Orsay (París, Francia).
El sujeto representado es una mujer sentada, presumiblemente Agostina Segatori, antigua modelo y propietaria del café del Tambourin, en el bulevar de Clichy. Con ella tuvo una breve relación amorosa Van Gogh unos meses antes de ejecutar este retrato.
La mujer es retratada frontalmente, vestida con trajes folclóricos y con un pañuelo rojo en la cabeza que le cubre los negros cabellos. De la silla sobre la que se encuentra sentada, azul, se ve sólo una esquina del respaldo detrás de ella. El fondo es una mancha uniforme de color amarillo, lo que recuerda la técnica de la mancha de color puro y opaco de las estampas. Esta ausencia de referencias de perspectiva da a la tela una cierta bidimensionalidad, la cual falta, sin embargo, en la cabeza de la figura, enriquecida por tonos claroscuros que hacen intuir la profundidad y la consistencia. Sobre el lado derecho y sobre el superior de la tela está pintado un marco y cuyos colores recuerdan a los de la falda del modelo.